# El súper poli
El súper poli (título original: Piedone lo sbirro) es una película italofrancesa de 1973 dirigida por Steno y protagonizado por Bud Spencer, Adalberto Maria Merli y Raymond Pellegrin. Esta película tuvo tres secuelas.
Cabe también mencionar, que la traducción aproximada del título original en italiano Piedone lo sbirro al español sería: Pies grandes el poli o Pie grande el policía. Pero su apodo en inglés "flatfoot" en realidad se traduciría como "pie plano".

## Argumento
El inspector Rizzo es un policía de Nápoles de impresionante planta que emplea sus propios métodos para combatir el crimen. Es tranquilo, de buen carácter, que se vale de la información que obtiene de un confidente o de su experiencia para intentar atajar los delitos en la ciudad antes de que se produzcan.
Un día la autonomía del inspector es puesta en peligro por la llegada de un nuevo superior que cuestiona su forma de trabajar. Adicionalmente también debe hacer frente a la llegada a la ciudad de una banda de narcotraficantes marselleses. Entonces, durante un interrogatorio, el policía golpea a un detenido y es suspendido del servicio por su jefe. Rizzo se alía por ello con la camorra napolitana para combatir aun así el tráfico de drogas de la banda marsellesa. Rizzo no descansará hasta detener a su principal sospechoso, El Barón.

## Reparto
| Actor                 | Personaje                          |
| --------------------- | ---------------------------------- |
| Bud Spencer           | Inspector 'Flatfoot' Rizzo         |
| Adalberto Maria Merli | Jefe de policía Tabassi            |
| Raymond Pellegrin     | Abogado De Ribbis                  |
| Juliette Mayniel      | Maria                              |
| Mario Pilar           | Antonino Percuoco 'Manomozza'      |
| Enzo Cannavale        | Lugarteniente de inspector Caputo  |
| Angelo Infanti        | Ferdinando Scarano 'O'Barone'      |
| Jho Jhenkins          | Jho                                |
| Enzo Maggio           | Gennarino                          |
| Ester Carloni         | Vendedora de tabaco de contrabando |

## Producción
La película se rodó en su mayor parte en Nápoles, mientras que, en menor parte, también se filmó en Roma.

## Recepción
El filme tuvo éxito en taquilla. Eso causó a que hubiesen luego tres secuelas de la película.
Hoy en día la película ha sido valorada en portales cinematográficos. En IMDb, con unos 4400 votos registrados, el filme obtiene una media ponderada de 6,7 sobre 10. En cuanto a Rotten Tomatoes, los más de 50 votos registrados le dieron allí una valoración media de 3,4 de 5. También cabe destacar, que en el periódico La Vanguardia los usuarios que dieron su opinión allí le dieron a la película una aprobación del 65 %.

## La saga del comisario Rizzo 'Piedone'('Pies grandes'-'Zapatones')
- El súper poli (Piedone lo sbirro, 1973)
- Pies grandes (Piedone a Hong Kong, 1975)
- ¡Puños fuera! (Piedone l'africano, 1978)
- Zapatones (Piedone d'Egitto, 1980)
- Piedone - Uno sbirro a Napoli (2024) – spin-off televisivo